# Diocesi di Mymensingh
La diocesi di Mymensingh (in latino Dioecesis Mymensinghensis) è una sede della Chiesa cattolica in Bangladesh suffraganea dell'arcidiocesi di Dacca. Nel 2023 contava 83.896 battezzati su 18.021.300 abitanti. È retta dal vescovo Paul Ponen Kubi, C.S.C.

## Territorio
La diocesi comprende i distretti civili di Mymensingh, Jamalpur, Netrokona e Sherpur della divisione di Mymensingh, e i distretti di Kishorganj e Tangail della divisione di Dacca in Bangladesh.
Sede vescovile è la città di Mymensingh, dove si trova la cattedrale di San Patrizio.
Il territorio si estende su 16.448 km² ed è suddiviso in 19 parrocchie.

## Storia
La diocesi è stata eretta il 15 maggio 1987 con la bolla Ex quo superno di papa Giovanni Paolo II, ricavandone il territorio dall'arcidiocesi di Dacca.

## Cronotassi dei vescovi
Si omettono i periodi di sede vacante non superiori ai 2 anni o non storicamente accertati.
- Francis Anthony Gomes † (15 maggio 1987 - 15 luglio 2006 ritirato)
- Paul Ponen Kubi, C.S.C., dal 15 luglio 2006

## Statistiche
La diocesi nel 2023 su una popolazione di 18.021.300 persone contava 83.896 battezzati, corrispondenti allo 0,5% del totale.
| anno | popolazione | popolazione | popolazione | presbiteri | presbiteri | presbiteri | presbiteri                | diaconi | religiosi | religiosi | parrocchie |
| anno | battezzati  | totale      | %           | numero     | secolari   | regolari   | battezzati per presbitero | diaconi | uomini    | donne     | parrocchie |
| ---- | ----------- | ----------- | ----------- | ---------- | ---------- | ---------- | ------------------------- | ------- | --------- | --------- | ---------- |
| 1990 | 48.241      | 13.390.000  | 0,4         | 23         | 13         | 10         | 2.097                     |         | 10        | 91        | 9          |
| 1999 | 59.286      | 1.693.665   | 3,5         | 25         | 13         | 12         | 2.371                     |         | 18        | 94        | 10         |
| 2000 | 61.556      | 1.893.640   | 3,3         | 25         | 14         | 11         | 2.462                     |         | 17        | 95        | 10         |
| 2001 | 63.062      | 14.282.000  | 0,4         | 27         | 16         | 11         | 2.335                     |         | 16        | 86        | 10         |
| 2002 | 65.220      | 14.009.701  | 0,5         | 26         | 15         | 11         | 2.508                     |         | 16        | 105       | 10         |
| 2003 | 66.246      | 14.215.754  | 0,5         | 26         | 15         | 11         | 2.547                     |         | 15        | 101       | 10         |
| 2004 | 67.510      | 14.011.991  | 0,5         | 28         | 17         | 11         | 2.411                     |         | 15        | 105       | 10         |
| 2013 | 75.332      | 15.798.000  | 0,5         | 36         | 21         | 15         | 2.092                     |         | 33        | 106       | 14         |
| 2016 | 76.289      | 18.243.000  | 0,4         | 41         | 20         | 21         | 1.860                     |         | 33        | 105       | 15         |
| 2019 | 83.409      | 18.831.200  | 0,4         | 46         | 27         | 19         | 1.813                     |         | 28        | 105       | 16         |
| 2021 | 81.666      | 19.258.000  | 0,4         | 47         | 26         | 21         | 1.737                     |         | 31        | 105       | 18         |
| 2023 | 83.896      | 18.021.300  | 0,5         | 46         | 30         | 16         | 1.823                     |         | 27        | 111       | 19         |